# فوجيتسو
فوجيتسو (باليابانية: 富士通株式会社، بالروماجي: فوجيتسو كابوشيكي-غايشا) هي شركة يابانية متخصصة في صناعة وإنتاج أشباه الموصلات وأجهزة التكييف والحواسيب العملاقة والشخصية والخوادم، وفي تقنية الاتصالات. مقرها الرئيسي في «مركز مدينة شيودوم» في مينتاو طوكيو وتوظف الشركة حوالي 186 ألف شخص ولها ما يقارب 500 شركة مرتبطه بها.

## لمحة تاريخية
- أنشأت الشركة عام 1935م تحت مسمى فوجي لتصنيع معدات الاتصالات.
- عام 1954 صممت الشركة أول جهاز حاسوب ياباني فاكوم 100.
- عام 1967 تم تغيير اسم الشركة إلى فوجيتسو.
- عام 1992 قدمت الشركة أول جهاز تلفزيون مقاس 21 بوصة بشاشة كاملة الألوان.

## أعمال فوجيستو
منافسها المحلي التقليدي هو شركة نيك (NEC),أما منافسها الرئيسي والعالمي فهو حاليا مع شركة آي بي أم (IBM). شعار الشركة هو «لا نهاية للممكن»، بالإضافة إلى العلامة التجارية الصورية والمتمثلة بكلمة Fujitsu مع وجود الرمز (∞) فوق حرفي ال جاي وال آي والذي يقرأ إنفنيتي بمعنى اللانهاية وأحيانا يتم استخدام الحرفين والإنفنيتي فقط بدون باقي الكلمة.

## الرياضة
إضافة إلى الجانب الصناعي فان شركة فوجيتسو تقوم براعية العديد من فرق كرة القدم وأهمها فريق كاواساكي فرونتال (باليابانية: 川崎フロンターレ، بالروماجي: كاواساكي فرونتارُ) الياباني والذي كان يعرف حتى عام 1997 باسم فريق فوجيتسو وكذلك ترعى الشركة بعض فرق السباقات العالمية.

## وصلات خارجية
- الموقع الرسمي